# Eois fulva
Eois fulva là một loài bướm đêm trong họ Geometridae.